# Estación total

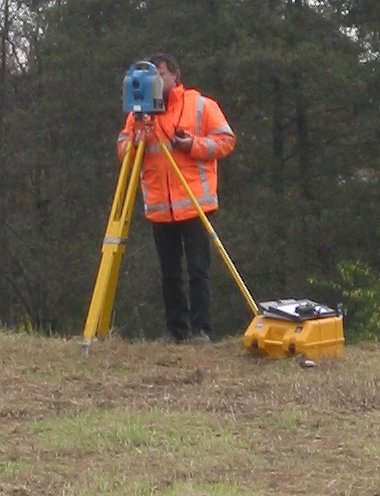
Utilización de una estación total

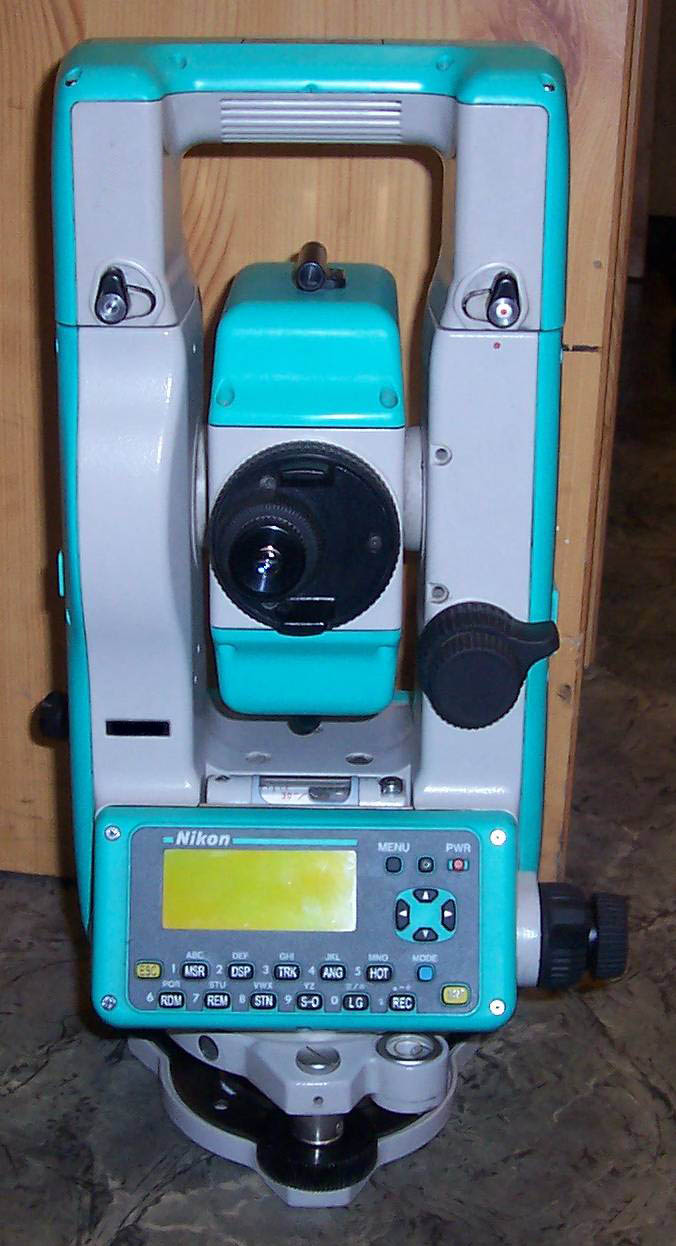
Vista de una estación total

Se denomina estación total a un aparato electro-óptico utilizado en topografía, cuyo funcionamiento se apoya en la tecnología electrónica. Consiste en la incorporación de un distanciómetro y un microprocesador a un teodolito electrónico.
Algunas de las características que incorpora, y con las cuales no cuentan los teodolitos, son una pantalla alfanumérica de cristal líquido (LCD), leds de avisos, iluminación independiente de la luz solar, calculadora, distanciómetro, trackeador (seguidor de trayectoria) y en formato electrónico, lo cual permite utilizarla posteriormente en ordenadores personales. Vienen provistas de diversos programas sencillos que permiten, entre otras capacidades, el cálculo de coordenadas en campo, replanteo de puntos de manera sencilla y eficaz, y cálculo de acimutes y distancias

## Funcionamiento
Vista como un teodolito, una estación total se compone de las mismas partes y funciones. El estacionamiento y verticalización son idénticos, aunque para la estación total se cuenta con niveles electrónicos que facilitan la tarea. Los tres ejes y sus errores asociados también están presentes: el de verticalidad, que con la doble compensación ve reducida su influencia sobre las lecturas horizontales, y los de colimación e inclinación del eje secundario, con el mismo comportamiento que en un teodolito clásico, salvo que el primero puede ser corregido por software, mientras que en el segundo la corrección debe realizarse por métodos mecánicos.
El instrumento realiza la medición de ángulos a partir de marcas realizadas en discos transparentes. Las lecturas de distancia se realizan mediante una onda electromagnética portadora (generalmente microondas o infrarrojos) con distintas frecuencias que rebota en un prisma ubicado en el punto a medir y regresa, tomando el instrumento el desfase entre las ondas. Algunas estaciones totales presentan la capacidad de medir "a sólido", lo que significa que no es necesario un prisma reflectante.
Este instrumento permite la obtención de coordenadas de puntos respecto a un sistema local o arbitrario, como también a sistemas definidos y materializados. Para la obtención de estas coordenadas el instrumento realiza una serie de lecturas y cálculos sobre ellas y demás datos suministrados por el operador. Las lecturas que se obtienen con este instrumento son las de ángulos verticales, horizontales y distancias. Otra particularidad de este instrumento es la posibilidad de incorporarle datos como coordenadas de puntos, códigos, correcciones de presión y temperatura, etc.
La precisión de las medidas es del orden de la diezmilésima de gradián en ángulos y de milímetros en distancias, pudiendo realizar medidas en puntos situados entre 2 y 5 kilómetros según el aparato y la cantidad de prismas usada. Para el óptimo desempeño de las estaciones totales es necesario que el equipo esté calibrado; para ello se debe dar mantenimiento y ajustes mediante el uso de un colimador.

## Teodolito, estación total y GPS
Genéricamente se los denomina estaciones totales porque tienen la capacidad de medir ángulos, distancias y niveles, lo cual requería previamente de diversos instrumentos. Estos teodolitos electro-ópticos hace tiempo que son una realidad técnica accesible desde el punto de vista económico. Su precisión, facilidad de uso y la posibilidad de almacenar la información para descargarla después en programas de CAD ha hecho que desplacen a los teodolitos, que actualmente están en desuso.
Por otra parte, desde hace ya varios años las estaciones totales se están viendo desplazadas por equipos GNSS (Sistema Satelital de Navegación Global, por sus siglas en inglés) que abarcan sistemas como el GPS, antes conocido como Navstar, de EE. UU., el GLONASS de Rusia, El COMPASS de China y el GALILEO de la Unión Europea. Las ventajas del GNSS topográfico con respecto a la estación total son que, una vez fijada la base en tierra no es necesario más que una sola persona para tomar los datos, mientras que la estación requería de dos, el técnico que manejaba la estación y el operario que situaba el prisma; y aunque con la tecnología de estación total robótica esto ya no es necesario, el precio de los sistemas GNSS ha bajado tanto que han ido desplazando a aquellas en campo abierto. Por otra parte, la estación total exige que exista una línea visual entre el aparato y el prisma (o punto de control), lo que no es necesario con el GNSS, aunque por su parte el GNSS requiere al operario situarse en dicho punto, lo cual no siempre es posible. La gran ventaja que mantiene la estación total ante los sistemas satelitales son los trabajos bajo techo y subterráneos, además de aquellos donde el operador no puede acceder, como torres eléctricas o riscos, y que con sistemas de medición sin prisma de hasta 3000m (a la fecha) estos levantamientos se pueden hacer por una persona y desde un solo punto, aunque en este aspecto los escáneres láser y la tecnología LIDAR han estado ganando terreno.

## Fabricantes de instrumentos
- F. W. Breithaupt & Sohn
- Fennel (Geo-Fennel)
- KOLIDA
- Hilti
- Leica Geosystems
- Topcon
- Trimble
- North Surveying
- Stonex
- Pentax
- Acnovo
- Nikon, (históricamente), ahora es parte de Trimble Navigations Ltd.
- Ruide (históricamente), ahora es parte de South Surveying and Mapping Instruments Co. Ltd.
- Kern & Co. AG (hasta 1992, hoy en día Leica Geosystems)
- Wild Heerbrugg AG (históricamente). La compañía fue absorbida por Leica Geosystems en 1990
- Miller, Innsbruck (hasta 1990)
- Sokkia (históricamente), ahora es parte de Topcon.
- Carl Zeiss (históricamente), ahora es parte de Trimble Navigations Ltd.
- Geodimeter (históricamente), ahora es parte de Trimble Navigations Ltd.
- Spectra Precision, (históricamente), ahora es parte de Trimble Navigations Ltd.